# OLTP
OLTP (англ. Online Transaction Processing) — онлайнова обробка транзакцій. Спосіб організації БД, при якому система працює з невеликими за розмірами транзакціями, що йдуть великим потоком, і при цьому клієнту потрібний від системи максимально швидкий час відповіді.
Термін OLTP застосовують також до систем (застосунків). OLTP-системи призначені для введення, структурованого зберігання і обробки інформації (операцій, документів) в режимі реального часу.

## Використання
OLTP-застосунками охоплюється широкий спектр завдань в багатьох галузях — банківські і біржові операції, в промисловості — реєстрація проходження деталі на конвеєрі, фіксація в статистиці відвідин чергового відвідувача вебсайту, автоматизація бухгалтерського, складського обліку і обліку документів і т. ін. Застосунки OLTP, як правило, автоматизують структуровані завдання обробки даних, що повторюються, такі як введення замовлень і банківські транзакції. OLTP-системи проектуються, налаштовуються і оптимізуються для виконання максимальної кількості транзакцій за короткі проміжки часу. Як правило, великої гнучкості тут не вимагається, і найчастіше використовується фіксований набір надійних і безпечних методів введення, модифікації, видалення даних та випуску оперативної звітності. Показником ефективності є кількість транзакцій, що виконуються за секунду. Зазвичай аналітичні можливості OLTP-систем сильно обмежені (або взагалі відсутні).

## Вимоги
- Сильно нормалізовані моделі даних;
- При виникненні помилки, транзакція повинна цілком «відкотитися» і повернути систему до стану, в якому вона перебувала до початку транзакції;
- Обробка даних в реальному часі.

## Переваги
Велика кількість транзакцій, що обробляються в режимі реального часу.

## Недоліки
OLTP-системи оптимізуються для невеликих дискретних транзакцій. Але запити на якусь комплексну інформацію (наприклад поквартальна динаміка обсягів продажів за певною моделлю товару в певній філії), характерні для аналітичних застосунків (OLAP) або систем підтримки прийняття рішень (DSS), породять складні з'єднання таблиць та сканування таблиць цілком. На один такий запит піде велика кількість часу та серверних ресурсів, що загальмує обробку поточних транзакцій.

## Порівняння технологій OLTP таOLAP
Порівняння технологій OLTP та OLAP
| Показник                           | OLTP | OLAP                                                                                         |
| ---------------------------------- | --- | -------------------------------------------------------------------------------------------- |
| Частота та обсяг оновлюваних даних | Велика частота оновлення відносно малий обсяг оновлюваних даних                                         | Низька частота оновлення і великий обсяг оновлюваних даних                                   |
| Горизонт зберігання даних          | Один календарний рік                                                                                    | Необмежений                                                                                  |
| Ступінь агрегування даних          | Первинні облікові дані                                                                                  | Проміжні підсумки. Зведені підсумки. консолідовані дані                                      |
| Характер обробки даних             | Строго регламентовані запити і звіти                                                                    | Довільні запити, вибірки, зведення                                                           |
| Цілі створення                     | Облік первинних даних. Оптимізація зберігання даних. Оптимізація експлуатаційних характеристик додатків | Аналіз та моделювання даних. Формування прогнозів. Формалізація знань про систему управління |